# Max Peter Bejmer
Max Peter Salvatore Bejmer, född 3 juni 1992 i Vällingby församling i Stockholm, är en svensk orienterare och friidrottare. Bejmer har representerat IFK Göteborg Orientering men representerar från 2025 Malungs OK Skogsmårdarna  och i friidrott Hälle IF.
Han fick en guldmedalj för sin medverkan i det svenska  stafettlaget (tillsammans med Lina Strand, Gustav Bergman och Tove Alexandersson) vid  2022 års världsmästerskap i sprint-orientering som hölls i Danmark.
Vid Europamästerskapen i orientering som hölls i Estland 2022 ingick Bejmer tillsammans med Viktor Svensk och Isac von Krusenstierna i det svenska stafettlag (Sverige 3) som blev silvermedaljörer.
Vid 2024 års SM  vann Bejmer guldmedalj på långdistans före Martin Regborn och Anton Johansson. samt bronsmedalj på medeldistans.